# Den Dreef
Lo stadio Den Dreef, noto come King Power at Den Dreef per ragioni di sponsorizzazione, è uno stadio situato a Heverlee, sobborgo di Lovanio in Belgio. È prevalentemente usato per incontri di calcio ed ospita le partite casalinghe dell'OH Lovanio, oltre a quelle della nazionale femminile e della nazionale Under-21 del Belgio. Lo stadio è stato inaugurato nel 2002 e ha una capacità di 10.020 posti a sedere.

## Storia
Costruito con la fondazione del club dell'OH Lovanio nel 2002, lo stadio era precedentemente chiamato "Leuvens Sportcentrum" ed è adiacente allo Sportkot, il complesso sportivo dell'Università Cattolica di Lovanio.
Nell'estate 2011 furono eseguiti i primi lavori di ampliamento in vista della promozione dell'OH Lovanio in Pro League che portarono la capacità dello stadio a 8519 posti. Ulteriori lavori furono eseguiti nel 2015 con la sostituzione della tribuna principale e l'aumento della capacità a 10020 posti.
Nel novembre 2020 lo stadio ha ospitato per la prima volta la nazionale maggiore belga in due partite di UEFA Nations League contro Inghilterra e Danimarca.